# Туфал
Туфал или Тухал (на гръцки: Αετός, Аетос, до 1927 година: Τουφάλ, Туфал) е обезлюдено село в Република Гърция, разположено на територията на дем Драма, област Източна Македония и Тракия.

## География
Туфал се намира в Боздаг, североизточно от Мокрош (Ливадеро), близо до десния бряг на Места (Нестос).

## История

### В Османската империя
Съгласно статистиката на Васил Кънчов („Македония. Етнография и статистика“) към 1900 година Тухалъ е турско селище, в което живеят 157 турци.

### В Гърция
През Балканската война в 1912 година в селото влизат български части. След Междусъюзническата война в 1913 година Туфал попада в Гърция. Според гръцката статистика през 1913 година в Туфал живеят 340 души. През 1920 година в селото са регистрирани 194 жители.
В 1923 година жителите на Туфал по силата на Лозанския договор са изселени в Турция, но в него не са заселени гърци бежанци. През 1927 година името на селото е сменено на Аетос (Αετός).
| Година    | 1913 | 1920 | 1928 | 1940 | 1951 | 1961 | 1971 | 1981 | 1991 | 2001 | 2011 | 2021 |
| --------- | ---- | ---- | ---- | ---- | ---- | ---- | ---- | ---- | ---- | ---- | ---- | ---- |
| Население | 340  | 194  |      |      |      |      |      |      |      |      |      |      |